# Обвал фондового ринку Китаю (2015)
Обвал фондового ринку Китаю 2015 року — падіння котирувань цінних паперів на фондових біржах Китаю з липня 2015 року після значного «перегріву економіки» Китаю. До фінансової катастрофи призвело надування бульбашки фондового ринку через масові інвестиції в акції, коли темп інвестицій значно перевищив темпи зростання економіки і прибутків компаній, при цьому з листопада 2014-го по червень 2015 року фондові індекси на біржах Китаю зросли більше ніж удвічі — так, індекс Shanghai Composite Шанхайської фондової біржі піднявся з 2506,86 (17 листопада 2014 року) до 5045,69 (8 червня 2015 року).
8 липня індекс Shanghai Composite Шанхайської фондової біржі впав на 6,4 %, а індекс CSI 300 — на 6,7 %. Через падіння почалася паніка і понад 500 великих компаній на наступний день призупинили торги цінними паперами через ризик збанкрутувати. Падіння фондових бірж Китаю також відбилось на світовий фондовий ринок: японський індекс Nikkei 225 впав на 3,1 %, в Австралії впали ціни на залізну руду майже на 6 %, індекс Південної Кореї KOSPI обвалився на 1,2 %, а ціни на нафту опустилися з 60 до 57 дол. за барель. Цінні папери, що мають оборот на китайському фондовому ринку, зазнали втрат на понад 3 трлн дол. своєї вартості, що стало максимальним знеціненням з 1992 року.
18 липня відбувся наступний обвал — індекс Shanghai Composite впав на 6,15 %. Загалом протягом трьох тижнів з 8 липня Шанхайський фондовий ринок впав на 30 відсотків.
17, 19 та 20 серпня, після тимчасової стабілізації, обвал акцій фондового ринку поновився. 24 серпня обвал фондового ринку Китаю призвів до падіння біржових індексів до 6—8 % по всьому світу. 25 серпня світові біржові індекси дещо відновили втрачені позиції на фоні подальшого падіння біржових індексів на китайських біржах, коли індекс SSE Composite вперше з початку кризи впав нижче 3000 пунктів — з 5045,69 на 8 червня 2015 року.
Падіння продовжувалось до кінця вересня 2015 року, коли індекс Shanghai Composite сягнув близько 3100 пунктів, починаючи з жовтня до кінця грудня 2015 року індекс піднявся до 3500.
З кінця грудня 2015 року до січня 2016 року почалась нова хвиля обвалу ринку, коли за три тижні загальне падіння індексів сягнуло понад 20 %. Це падіння позначилось на американському індексі Dow Jones та індексах інших азійських бірж, які «просіли» в середньому на 0,4—2,4 %. Падіння ділової активності також призвело до падіння цін на нафту — на 11 січня 2016 року ціна нафти Light упала в ціні до 31 дол. за барель.
Через падіння індексів Комітет Держради Китаю з контролю і управління державним майном тимчасово заборонив держкомпаніям продавати свої акції на біржах, Народний банк Китаю оголосив про збільшення обсягу коштів та цінних паперів фінансових корпорацій для забезпечення ліквідності паперів учасників ринку та почав поступово знижувати курс національної валюти відносно долара. На початку фінансової кризи на підтримку біржової активності планувалось направити 81 млрд дол., з її розвитком було виділено 200 млрд дол., але 24 серпня фінансові вливання були припинені через їх неефективність.